# Leptolebias splendens
Leptolebias splendens é uma espécie de peixe da família Aplocheilidae.
É endêmica do Brasil.